# 太平洋銀行
株式会社太平洋銀行（たいへいようぎんこう）は、1911年に無尽会社として創業し、1996年3月に債務超過に陥り経営破綻した日本の第二地方銀行である。
破綻後はさくら銀行（当時）が新たに出資設立したわかしお銀行に営業譲渡し、清算された。

## 歴史

### 設立
1911年に「相互貯金株式会社」として東京・神田神保町に設立。1917年、相互無尽株式会社に商号変更。大日本無尽への統合にも加わらず独立を守った。1951年10月、相互銀行法の施行で「第一相互銀行」に転換した。

### 経営危機
1956年3月の大蔵省銀行検査によって巨額の導入預金と不良貸出が発覚。経営危機に陥り、日本相互銀行、東京相互銀行、平和相互銀行の3行から支援を受けた。再建後は富士銀行に接近。日本相互銀による救済合併を免れた。以後、トップは大蔵省から就任し、生え抜き組と大蔵出身者による内紛が度々勃発した。

### 小林千弘の社長就任
1984年には生え抜きの小林千弘が社長に就任。大蔵省印刷局長を経て社長に就いていた青山保光は相談役に追放された。小林のもとでバブル経済期には、1987年3月末の総資金量は6,000億円となり、当時の相銀界69行中24位につけた。また不動産業やいわゆる地上げ業者へ積極的な融資拡大策を執り、暴力団が手がけ同和団体の大物であった尾崎清光も関わった東京都八王子市内の霊園開発や、当時“地上げの帝王”と言われた最上恒産の早坂太吉が1987年12月から始めた新宿区西新宿界隈の地上げ、などに対する2,000億円にのぼる融資を実行した。これら融資が問題となり、1987年12月の衆議院土地問題特別委員会で最上恒産グループに対する融資が大口融資規制違反として取り上げられ、大蔵省は第一相互銀の融資姿勢を指導していくと確約した。
これによって大蔵省は小林に退陣を要求するが、一向に辞めなかったため第一相互銀を決算承認銀行に指定したほか、長期間に及ぶ銀行検査を実施するなどして、1989年1月、小林はようやく辞任するも、同年2月の普通銀行一斉転換には加われなかった。同年6月の株主総会で太陽神戸銀行常務が社長に、元大蔵官僚が会長にそれぞれ就任。さらに大蔵省が太陽神戸、富士、東海、三和の各行に奉加帳を回し第一相互銀に融資した上で人も出し支援する体制を作った。同年10月に遅れて第二地銀に転換し、「太平洋銀行」として発足した。しかし、バブル崩壊によって経営が悪化。1992年には第2次支援を実施。太陽神戸の後身であるさくら銀行が頭取や多くの役員を派遣したほか、大蔵省、日銀、都銀も役員を派遣、さらに都銀4行と日銀が2200億円を融資する体制を敷いた。だが、1995年8月に兵庫銀行が経営破綻すると、次は太平洋かと風評が立ち預金の流出が始まり、また地価の下落に伴う担保割れも続出した。この最中、1996年3月には大蔵省と日銀が、さくら銀に処理の決断を促していた所、同年3月29日の東証後場取引終了直後、4都銀によるブリッジバンクの設立構想がマスコミによってすっぱ抜かれた。これが直接の破綻の引き金となった。

### 破綻
破綻直前における太平洋銀の総貸出の2割強が暴力団・フロント企業（企業舎弟）向けだった。中でも破綻の最大の原因となったのは、早坂太吉が率いる「最上恒産グループ」への大幅な貸し込みだった。小林社長は太平洋銀の前身である第一相互銀ではほぼ一貫して総務畑で総会屋等との接触は元々あったものと思われ、1980年代には総会屋（右翼系暴力団）への融資が始まっており、この右翼系暴力団との付き合いに手を焼いていた。その調整役として間に入ったのが早坂で、小林社長は早坂に借りがあったうえ、早坂の行っている大規模な地上げの収益率が高いことに着目し、早坂との協働が加速した。この癒着を背景に、最上恒産向け貸出は，1,000億円を超え，その大半が不良債権化（最上恒産は1993年12月に破綻）。早坂以外のフロント企業（企業舎弟）向け貸出も1,000億円近い規模に上り、当時預金量6,700億円程度の太平洋銀としては破綻を避けることは不可能だった。

### 破綻後
破綻後1996年6月、さくら銀（現：三井住友銀行）が100%出資子会社してわかしお銀行を設立。同年9月、太平洋銀からわかしお銀に営業譲渡された。この際預金保険機構から1,170億円もの金銭贈与が行われた。同年10月25日、太平洋銀は解散。2000年9月29日には清算も結了した。
わかしお銀は地域金融機関として営業を続けていたが、2003年3月に親会社の三井住友銀を「逆さ合併（吸収合併）」し、わかしお銀が三井住友銀へ商号変更を行った。このことにより、奇しくも旧大日本無尽の流れ(日本相互銀行→太陽銀行→太陽神戸銀行→太陽神戸三井銀行→さくら銀行→三井住友銀行)と、日本無尽に参加しなかった相互無尽の流れが、一つの銀行として誕生することとなった。

## 沿革
- 1989年10月1日 - 経営危機にあった第一相互銀行が第二地銀に転換し、太平洋銀行となる。
- 1996年
  - 3月29日 - 実質的な債務超過に陥り、経営破綻。
  - 9月 - 大蔵省の特例により、さくら銀行が全額出資で設立したわかしお銀行が銀行業免許を取得し、太平洋銀行の営業権が譲渡される。
  - 10月25日 - 解散。
- 2000年9月29日 - 清算結了。